# Dana Barron
Dana Barron (New York, 22 april 1968) is een Amerikaans actrice. Ze is bekend van haar rol als Audrey Griswold in de komische film National Lampoon's Vacation uit 1983. Ook was ze te zien in National Lampoon's Christmas Vacation 2: Cousin Eddie's Island Adventure uit 2003. In deze film speelt ze eveneens Audrey, maar nu is ze ouder en heeft ze een vriend. Verder speelde ze in 1987 in de actiefilm Death Wish 4: The Crackdown.
Ze heeft diverse rollen gehad in televisieseries, waaronder in One Life to Life waarin ze van 1984-1985 de rol van Michelle Boudin vertolkte.
Dana Barrons moeder Joyce McCord is voornamelijk op het toneel te zien. Haar zus Allison Barron is ook actrice.

## Filmografie
- 1980 - He Knows You're Alone
- 1983 - National Lampoon's Vacation
- 1987 - Death Wish 4: The Crackdown
- 1988 - Heartbreak Hotel
- 1988 - No Means No
- 1994 - Magic Kid
- 1994 - Magic Kid II
- 2000 - Python
- 2001 - Night Class
- 2003 - National Lampoon's Christmas Vacation 2: Cousin Eddie's Island Adventure
- 2005 - McBride: Murder Past Midnight
- 2005 - The Trouble with Frank
- 2006 - Pucked